# Lasioglossum sagax
Lasioglossum sagax är en biart som först beskrevs av Sandhouse 1924. Den ingår i släktet smalbin och familjen vägbin. Inga underarter finns listade i Catalogue of Life.

## Beskrivning
Huvud och mellankropp är ljust gulgröna till blågröna. Ansiktets utseende är könsbundet: Hos honan är clypeus svartbrun på den övre halvan, medan den nedre halvan, och partiet ovanför clypeus är gyllengult. Antennerna är mörkbruna, med undersidan på de övre segmenten ("antennklubban") rödbrun till gulorange. Hos hanen är clypeus överkant gul, labrum gul, mandiblerna gula och antennklubbans underkant gulorange. Hos båda könen är vingarna halvgenomskinliga med ljust brungula ribbor och rödbruna till gulbrunt halvgenomskinliga vingbaser. Bakkroppen är mörkbrun, med bakkanterna på tergiterna och sterniterna halvgenomskinligt brungula. Behåringen är smutsvit och tämligen gles utom på nedre delen av ansiktet hos hanen, vars hårbeklädnad täcker ytan, och på bakkanterna av tergiterna 3 och 4 (samt delvis tergit 2) hos honan, där behåringen samlar sig till tvärband. Arten är relativt liten, med en kroppslängd på 5,7 till 7,2 mm och en framvingelängd på 4,3 till 4,6 mm. Motsvarande värden hos hanen är 5,3 till 5,9 mm för kroppslängden, och omkring 4 mm för vinglängden.

## Utbredning
Arten finns från sydöstra British Columbia över södra Alberta och södra delarna av de övriga gränsprovinserna mot  USA till New Brunswick och Nova Scotia i Kanada, och vidare söderut i USA från norra Washington över nordligaste Idaho och Montana till Wyoming och Colorado i söder, samt vidare österut från Montana via North Dakota och norra Minnesota till Michigan. Den är vanlig i hela utbredningsområdet.

## Taxonomi
Arten tillhör Lasioglossum viridatum:s artgrupp. Den kanadensiske entomologen Jason Gibbs har framfört misstanken att Lasioglossum sagax inte skulle vara en enhetlig art utan ett artkomplex.

## Ekologi
Lasioglossum sagax antas vara en social art likt alla i undersläktet, som bygger sitt bo i marken. Endast parade unghonor övervintrar.
Arten är polylektisk, den flyger till blommande växter från många familjer, som korsblommiga växter (Cakile edentula) och rosväxter (fingerörter).